# Arena rock
Arena rock (cunoscut și sub denumirile AOR, rock melodic, rock de stadion) este un stil de muzică rock care a apărut la mijlocul anilor 1970, în Statele Unite ale Americii și Canada. Pe măsură ce formațiile de hard rock și cele care cântau un gen de pop rock mai puțin agresiv, dar totuși strident, au devenit din ce în ce mai populare, aceste trupe au început să creeze piese și albume concepute în mod special pentru a fi cântate pentru un public numeros. Astfel, arena rock-ul s-a dezvoltat, fiind utilizate sonorități mai orientate către comercial și mai adaptate difuzărilor radio. Muzica produsă, incluzând atât cântece optimiste, dramatice, cât și balade mai lente, pune un accent puternic pe melodie și folosește frecvent refrenuri în stil de imn (de unde și denumirea de „imn rock” întâlnită în cazul multora din cântecele arena rock-ului). Alte caracteristici majore includ efecte proeminente de chitară și utilizarea instrumentelor cu claviatură. Acest stil muzical a avut un mare succes la nivel mondial, în special în ceea ce privește turneele. În România, reprezentanți ai acestui stil sunt formațiile Holograf (în perioada primei jumătăți a anilor 1990) și, într-o măsură mai mică, Compact (mai ales în perioada Adrian Ordean).